# Jędrzej Hanuszczak
Jędrzej Hanuszczak (* 23. März 2008 in Poznań) ist ein polnischer Fußballspieler, der hauptsächlich im zentralen Mittelfeld spielt.

## Karriere

### Verein
Hanuszczak begann seine Karriere in der Jugendmannschaft von Warta Posen. Sein Debüt in der Ekstraklasa gab er in der Saison 2022/23 am 22. Mai 2023 beim Spiel gegen Piast Gliwice, wo er gegen Adam Zreľák in der 89. Minute eingewechselt worden war. Dieses Spiel ging 1:1 aus. Zu diesem Zeitpunkt war Hanuszczak 15 Jahre 1 Monat 26 Tage alt. Der 15-jährige Spieler von Warta Posen wurde dadurch der zweitjüngste Spieler in der Geschichte der polnischen Liga. Den Rekord im Jahr 1959 stellte Janusz Sroka aus Krakau auf, der in der Saison 1959/1960 im Alter von 15 Jahren, 1 Monat und 26 Tagen ins Feld kam.

### Nationalmannschaft
Hanuszczak hat für verschiedene polnische Jugend-Nationalmannschaften gespielt. Sein Debüt in der U15-Nationalmannschaft gab er am 7. April 2023 in einem Spiel gegen Finnland. Sein Debüt in der U16-Nationalmannschaft hatte er am 20. Mai 2024 beim 3:0-Sieg gegen Wales.